# Бојан Васић
Бојан Васић (Банатско Ново Село, 1986) српски је књижевник и књижевни критичар.
Поред поезије објављује и роман Властелинства. Био је члан песничке групе заједно с Тамаром Шушкић, Урошем Котлајићем, Гораном Коруновићем и Владимиром Табашевићем, окупљене око едиције Caché. Живи у Панчеву.
Добитник је награда Млади Дис и Матићев шал за збирку Срча као награду Мирослав Антић и Васко Попа за књигу Топло биље. Заступљен је у низу генерацијских избора. Васићеве песме превођене су и на словеначки, пољски, енглески, немачки и македонски језик. Члан је Српског књижевног друштва..
Са својим романом Властелинства ушао је у најужи избор за награду Београдски победник за 2023. годину. Исте године је био у ужем избору за НИН-ову награду.

## Дела

### Збирке песама
- Срча[4]
- Томато (2011)
- Ictus (2012)
- 13 (2013)
- Детроит (2014)
- Волфрам (2017)
- Топло биље (2019)
- Брид (изабране песме, 2019)
- Удаљавање (2022)[5]

### Роман
- Властелинства (2022)

## Галерија
- Промоција Васићеве збирке поезије у фебруару 2023.
- Промоција Васићеве збирке поезије Удаљавање у фебруару 2023.